# Élections législatives de 1988 dans la Manche
Les élections législatives françaises de 1988  se déroulent les 5 et 12 juin 1988. Dans le département de la Manche, cinq députés sont à élire dans le cadre de cinq circonscriptions.

## Élus
| Circonscription | Député sortant        | Parti                 | Parti                 | Député élu ou réélu | Parti | Parti     |
| --------------- | --------------------- | --------------------- | --------------------- | ------------------- | ----- | --------- |
| 1re             | Scrutin proportionnel | Scrutin proportionnel | Scrutin proportionnel | Jean-Marie Daillet  |       | UDF (CDS) |
| 2e              | Scrutin proportionnel | Scrutin proportionnel | Scrutin proportionnel | René André          |       | RPR       |
| 3e              | Scrutin proportionnel | Scrutin proportionnel | Scrutin proportionnel | Alain Cousin        |       | RPR       |
| 4e              | Scrutin proportionnel | Scrutin proportionnel | Scrutin proportionnel | Claude Gatignol     |       | UDF (PR)  |
| 5e              | Scrutin proportionnel | Scrutin proportionnel | Scrutin proportionnel | Olivier Stirn       |       | PS        |

## Positionnement des partis
L'UDF et le RPR se présentent unis sous l'étiquette « Union du Rassemblement et du Centre » tandis que les candidats du Parti socialiste se rangent sous la bannière de la « Majorité présidentielle pour la France unie », slogan de la campagne présidentielle de François Mitterrand.

## Résultats

### Résultats à l'échelle du département
| Parti          | Parti                               | Premier tour | Premier tour | Second tour | Second tour | Sièges |
| Parti          | Parti                               | Voix         | %            | Voix        | %           | Sièges |
| -------------- | ----------------------------------- | ------------ | ------------ | ----------- | ----------- | ------ |
|                | Rassemblement pour la République    | 55 776       | 25,56        | 46 069      | 33,16       | 2      |
|                | Union pour la démocratie française  | 52 101       | 23,88        | 27 154      | 19,55       | 2      |
|                | Divers droite                       | 8 734        | 4,00         |             |             | 1      |
|                | Union du Rassemblement et du Centre | 116 611      | 53,45        | 73 223      | 52,71       | 4      |
|                |                                     |              |              |             |             |        |
|                | Parti socialiste                    | 59 740       | 27,38        | 65 705      | 47,29       | 1      |
|                | Divers gauche (Maj. prés.)          | 11 535       | 5,29         |             |             | 0      |
|                | La France unie                      | 71 275       | 32,67        | 65 705      | 47,29       | 1      |
|                |                                     |              |              |             |             |        |
|                | Front national                      | 16 763       | 7,68         |             |             | 0      |
|                | Parti communiste français           | 10 202       | 4,68         | 0           |             |        |
|                | Divers écologiste                   | 3 323        | 1,52         | 0           |             |        |
|                |                                     |              |              |             |             |        |
| Inscrits       | Inscrits                            | 341 076      | 100,00       | 203 454     | 100,00      | 5      |
| Abstentions    | Abstentions                         | 118 290      | 34,68        | 61 477      | 30,22       |        |
| Votants        | Votants                             | 222 786      | 65,32        | 141 977     | 69,78       |        |
| Blancs et nuls | Blancs et nuls                      | 4 612        | 2,07         | 3 049       | 2,15        |        |
| Exprimés       | Exprimés                            | 218 174      | 97,93        | 138 928     | 97,85       |        |

### Résultats par circonscription

#### Première circonscription (Saint-Lô)
| Candidat       | Candidat                         | Parti           | Premier tour | Premier tour | Second tour | Second tour |  |
| Candidat       | Candidat                         | Parti           | Voix         | %            | Voix        | %           |  |
| -------------- | -------------------------------- | --------------- | ------------ | ------------ | ----------- | ----------- |  |
|                | Jean-Marie Daillet sortant réélu | UDF (CDS) (URC) | 20 954       | 46,7         | 27 154      | 55,91       |  |
|                | Bernard Dupuis                   | PS              | 17 181       | 38,29        | 21 416      | 44,09       |  |
|                | Fernand Le Rachinel              | FN              | 5 208        | 11,61        |             |             |  |
|                | Michel Boulay                    | PCF             | 1 528        | 3,41         |             |             |  |
|                |                                  |                 |              |              |             |             |  |
| Inscrits       | Inscrits                         | Inscrits        | 69 354       | 100,00       | 69 314      | 100,00      |  |
| Abstentions    | Abstentions                      | Abstentions     | 23 501       | 33,89        | 19 803      | 28,57       |  |
| Votants        | Votants                          | Votants         | 45 853       | 66,11        | 49 511      | 71,43       |  |
| Blancs et nuls | Blancs et nuls                   | Blancs et nuls  | 982          | 2,14         | 941         | 1,9         |  |
| Exprimés       | Exprimés                         | Exprimés        | 44 871       | 97,86        | 48 570      | 98,1        |  |

#### Deuxième circonscription (Avranches)
|                | René André sortant réélu   | RPR (URC)      | 26 811 | 52,12  |  |  |  |
|                | Philippe Durand            | PS             | 11 032 | 21,45  |  |  |  |
|                | Michel Thoury              | UDF (CDS)      | 10 018 | 19,48  |  |  |  |
|                | Huguette Tardif de Moidrey | FN             | 2 200  | 4,28   |  |  |  |
|                | Yves Guenée                | PCF            | 1 377  | 2,68   |  |  |  |
|                |                            |                |        |        |  |  |  |
| Inscrits       | Inscrits                   | Inscrits       | 74 746 | 100,00 |  |  |  |
| Abstentions    | Abstentions                | Abstentions    | 22 140 | 29,62  |  |  |  |
| Votants        | Votants                    | Votants        | 52 606 | 70,38  |  |  |  |
| Blancs et nuls | Blancs et nuls             | Blancs et nuls | 1 168  | 2,22   |  |  |  |
| Exprimés       | Exprimés                   | Exprimés       | 51 438 | 97,78  |  |  |  |

#### Troisième circonscription (Coutances)
| Candidat       | Candidat           | Parti                      | Premier tour | Premier tour | Second tour | Second tour |  |
| Candidat       | Candidat           | Parti                      | Voix         | %            | Voix        | %           |  |
| -------------- | ------------------ | -------------------------- | ------------ | ------------ | ----------- | ----------- |  |
|                | Alain Cousin élu   | RPR (URC)                  | 18 729       | 43,24        | 27 444      | 57,5        |  |
|                | Jacques Desponts   | PS                         | 15 336       | 35,41        | 20 282      | 42,5        |  |
|                | Michel Peyre       | Divers droite              | 4 577        | 10,57        |             |             |  |
|                | Jean-Luc Perdigeon | FN                         | 2 976        | 6,87         |             |             |  |
|                | Érick Pontais      | PCF                        | 1 696        | 3,92         |             |             |  |
|                | Jean-Pierre Colle  | Divers gauche (Maj. prés.) | 1            | 0            |             |             |  |
|                |                    |                            |              |              |             |             |  |
| Inscrits       | Inscrits           | Inscrits                   | 67 350       | 100,00       | 67 343      | 100,00      |  |
| Abstentions    | Abstentions        | Abstentions                | 23 002       | 34,15        | 18 663      | 27,71       |  |
| Votants        | Votants            | Votants                    | 44 348       | 65,85        | 48 680      | 72,29       |  |
| Blancs et nuls | Blancs et nuls     | Blancs et nuls             | 1 033        | 2,33         | 954         | 1,96        |  |
| Exprimés       | Exprimés           | Exprimés                   | 43 315       | 97,67        | 47 726      | 98,04       |  |

#### Quatrième circonscription (Valognes)
|                | Claude Gatignol sortant réélu | UDF (PR) (URC)             | 21 129 | 54,64  |  |  |  |
|                | Didier Anger                  | Divers gauche (Maj. prés.) | 11 534 | 29,83  |  |  |  |
|                | Jacques Duchemin              | FN                         | 3 524  | 9,11   |  |  |  |
|                | Rémi Besselièvre              | PCF                        | 2 483  | 6,42   |  |  |  |
|                |                               |                            |        |        |  |  |  |
| Inscrits       | Inscrits                      | Inscrits                   | 62 807 | 100,00 |  |  |  |
| Abstentions    | Abstentions                   | Abstentions                | 23 200 | 36,94  |  |  |  |
| Votants        | Votants                       | Votants                    | 39 607 | 63,06  |  |  |  |
| Blancs et nuls | Blancs et nuls                | Blancs et nuls             | 937    | 2,37   |  |  |  |
| Exprimés       | Exprimés                      | Exprimés                   | 38 670 | 97,63  |  |  |  |

#### Cinquième circonscription (Cherbourg)
| Candidat       | Candidat                    | Parti             | Premier tour | Premier tour | Second tour | Second tour |  |
| Candidat       | Candidat                    | Parti             | Voix         | %            | Voix        | %           |  |
| -------------- | --------------------------- | ----------------- | ------------ | ------------ | ----------- | ----------- |  |
|                | Olivier Stirn sortant réélu | PS                | 16 191       | 40,6         | 24 007      | 56,31       |  |
|                | Jean Tissot                 | RPR (URC)         | 10 236       | 25,67        | 18 625      | 43,69       |  |
|                | Jean-Marie Lejeune          | Divers droite     | 4 157        | 10,42        |             |             |  |
|                | Daniel Bosquet              | Divers écologiste | 3 323        | 8,33         |             |             |  |
|                | Jean-Claude Forafo          | PCF               | 3 118        | 7,82         |             |             |  |
|                | Bernard Fiat                | FN                | 2 855        | 7,16         |             |             |  |
|                |                             |                   |              |              |             |             |  |
| Inscrits       | Inscrits                    | Inscrits          | 66 819       | 100,00       | 66 797      | 100,00      |  |
| Abstentions    | Abstentions                 | Abstentions       | 26 447       | 39,58        | 23 011      | 34,45       |  |
| Votants        | Votants                     | Votants           | 40 372       | 60,42        | 43 786      | 65,55       |  |
| Blancs et nuls | Blancs et nuls              | Blancs et nuls    | 492          | 1,22         | 1 154       | 2,64        |  |
| Exprimés       | Exprimés                    | Exprimés          | 39 880       | 98,78        | 42 632      | 97,36       |  |

## Rappel des résultats départementaux des élections de 1986
| Circonscription | Listes       | Listes       | Listes      | Listes     | Listes     | Listes     | Listes   |
| Circonscription | RPR-UDF      | PS-UCR       | DVD         | FN         | Verts      | PCF        | MPPT     |
| --------------- | ------------ | ------------ | ----------- | ---------- | ---------- | ---------- | -------- |
| Circonscription |              |              |             |            |            |            |          |
| 1re (Saint-Lô)  | 43,55 22 276 | 28,03 14 334 | 13,74 7 029 | 7,53 3 849 | 3,45 1 764 | 2,80 1 430 | 0,91 464 |
| 2e (Avranches)  | 50,02 28 272 | 22,11 12 496 | 15,52 8 775 | 6,31 3 569 | 2,94 1 660 | 2,22 1 257 | 0,87 494 |
| 3e (Coutances)  | 43,38 21 208 | 27,02 13 213 | 10,56 5 162 | 8,58 4 196 | 6,22 3 040 | 3,37 1 649 | 0,87 424 |
| 4e (Valognes)   | 49,36 22 207 | 26,52 11 931 | 7,43 3 344  | 9,03 4 061 | 3,77 1 694 | 3,22 1 450 | 0,68 305 |
| 5e (Cherbourg)  | 38,92 17 905 | 36,83 16 940 | 4,67 2 148  | 7,53 3 464 | 4,83 2 223 | 6,44 2 963 | 0,77 356 |